# The Informers - Vite oltre il limite
The Informers - Vite oltre il limite (The Informers) è un film del 2008 diretto da Gregor Jordan, tratto dalla raccolta di brevi racconti Acqua dal sole di Bret Easton Ellis. Questo è l'ultimo film interpretato dall'attore Brad Renfro, deceduto all'età di 25 anni il 15 gennaio 2008. Inoltre Kim Basinger e Mickey Rourke tornano a recitare assieme dopo più di vent'anni da 9 settimane e ½.
Le sette storie del film raccontano l'intrecciarsi dei destini di un nucleo di personaggi ambigui e sopra le righe, come rockstar, criminali e detective nella Los Angeles del 1983. In Italia il film è stato distribuito direttamente per il mercato home video dalla Sony Pictures il 13 gennaio 2010.

## Trama
Ambientato a Los Angeles, all'inizio degli anni '80, è un film drammatico le cui vicende si sviluppano nell'arco di una settimana. Vengono narrate le storie di sette personaggi tra cui giovani viziati, produttori cinematografici e una rockstar.

## Produzione
Le riprese sono iniziate a Los Angeles nell'ottobre del 2007, per proseguire in Uruguay e a Buenos Aires.